# Burg Nassenfels
Die Burg Nassenfels steht am Rand des Marktes Nassenfels im Landkreis Eichstätt in Oberbayern. Die ehemalige Wasserburg ist bewohnt und kann nur von außen besichtigt werden. Die Anlage ist unter der Aktennummer D-1-76-149-3 als denkmalgeschütztes Baudenkmal von Nassenfels verzeichnet. Ebenso wird sie als Bodendenkmal unter der Aktennummer D-1-7233-0155 im Bayernatlas als „mittelalterliche Burg, Freilandstation des Paläolithikums, Freilandstation und Bestattungen des Mesolithikums, Siedlung des Neolithikums, der Latènezeit und der Römischen Kaiserzeit“ geführt.

## Geschichte
Das heutige Nassenfels war bereits im 2. Jahrhundert n. Chr. ein bedeutender Marktort (Vicus Scuttarensium) im Hinterland des raetischen Limes. Dieser Siedlung ging ein während der Regierungszeit des Kaisers Domitian (81–96) errichtetes Holz-Erde-Lager voraus, das nur kurzzeitig bestand und anschließend noch in römischer Zeit zivil überbaut wurde. Das Erdkastell Nassenfels wurde wohl nach der Anlage des nahen Kastells Pfünz (Vetoniana) aufgelassen.
In frühmittelalterlicher Zeit kam es zu Neuansiedlungen in den Randzonen der römischen Baureste. So wurden 2013 beim Bau des Wertstoffhofs unter anderem zwölf Grubenhäuser aus der Karolingerzeit freigelegt. In der Flur Krautgartenfeld wurden zwischen 2001 und 2006 die Reste einer rund sieben auf zwölf Meter große frühmittelalterliche Kirche teilweise freigelegt. Dazu gab es Nebengebäude und einen Friedhof. In die frühmittelalterlichen Bauten waren Spolien aus einer unmittelbar in diesem Bereich errichteten römischen Villa vermauert. Im 10. Jahrhundert brach die Besiedlung dieses Orts bis in die Gegenwart ab.
Seit dem Hochmittelalter gehörte der Ort dem Hochstift Eichstätt. Die Burg erschien erstmals 1245 in einer Urkunde, als Graf Gebhard von Hirschberg bei einer Fehde gegen Bischof Friedrich II. von Parsberg bei der Belagerung der bischöflichen Veste Nassenfels von seinem Hofnarren ermordet wurde. Bischöfliche Dienstleute mit dem Namenszusatz von Nassenfels sind jedoch bereits seit 1198 nachweisbar, verschwanden aber in der Mitte des 14. Jahrhunderts wieder aus den Schriftquellen.
Die heutige Burg geht weitgehend auf die Ausbauten unter den Bischöfen Konrad II. von Pfeffenhausen (1297–1305) und Friedrich IV. von Oettingen (um 1400) zurück. 1699 errichtete der fürstbischöfliche Hofbaumeister Jakob Engel im Südosteck das Kastenhaus als Dienstgebäude des bischöflichen Kastners. Bis 1804 diente die Burg als Sitz der Eichstätter Amtsleute und Pfleger. Im Zuge der Säkularisation richtete man für zwei Jahre ein Rentamt in den Räumen ein. 1806 versteigerte der bayerische Staat den Komplex an Privatleute, die einige Wohngebäude an die Ringmauer anbauten und mehrere Gebäude abbrachen. 1867 soll Steinmaterial zum Bau der Bahnhöfe Adelschlag und Tauberfeld entnommen worden sein. 1932 brannte durch einen Blitzschlag das Kastenhaus mit seinen Stuckdecken nieder. Ein geplanter Wiederaufbau kam nicht zustande. 
In den 1980er Jahren erwarb der Archäologe und Kreisheimatpfleger Karl Heinz Rieder die Burganlage. Seither wurden die vier Jurahäuser im Burgareal restauriert. 1990 wurde ein Stück des Wehrgangs rekonstruiert. Heute ist das Burginnere nur zu besonderen Gelegenheiten öffentlich zugänglich, da die Einbauten des späten 18. und frühen 19. Jahrhunderts noch Wohn- und Gewerbezwecken dienen (teilweise Ferienwohnungen, Restauratorenwerkstatt).

## Beschreibung

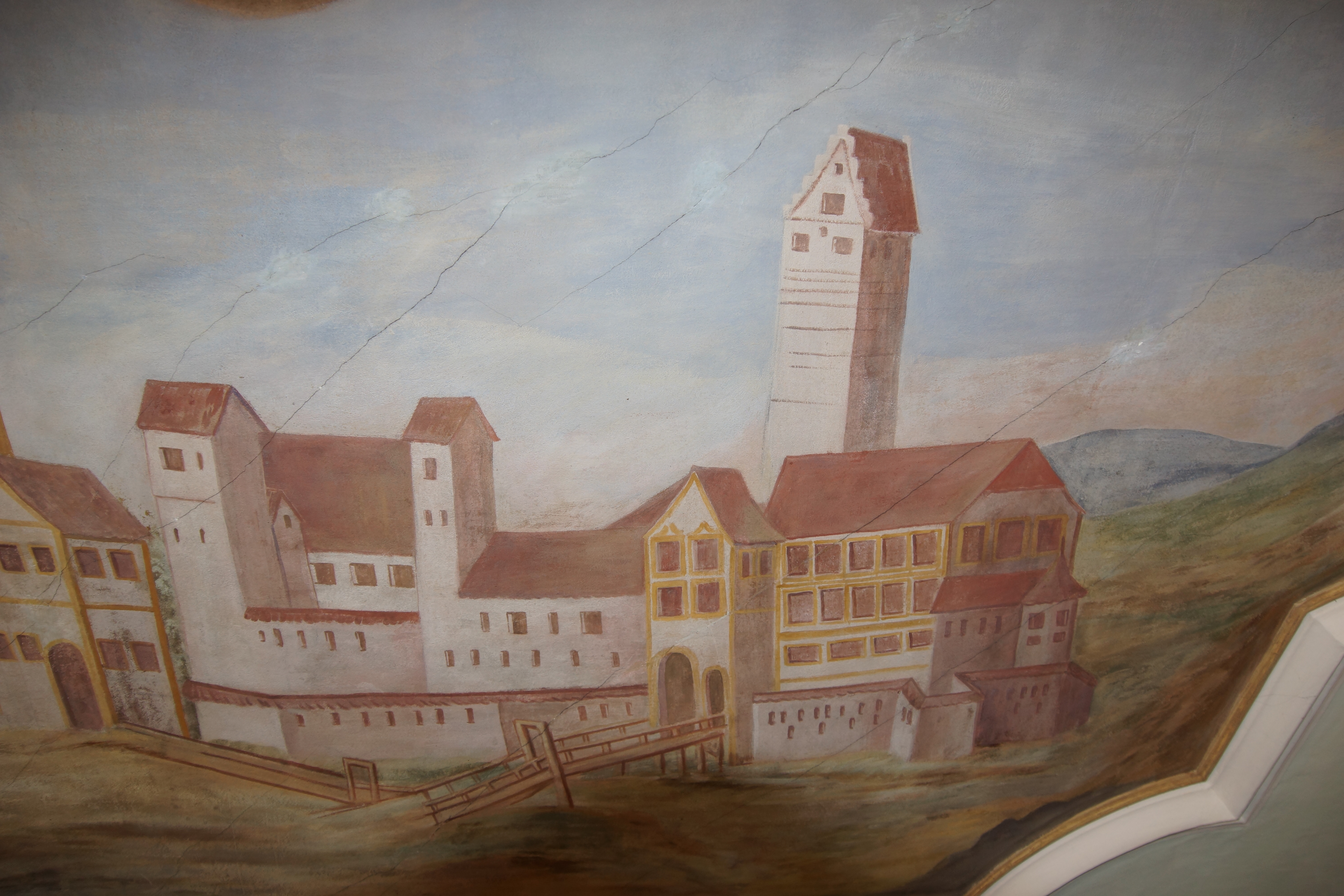
Historische Darstellung in der Pfarrkirche St. Nikolaus (18. Jh.)

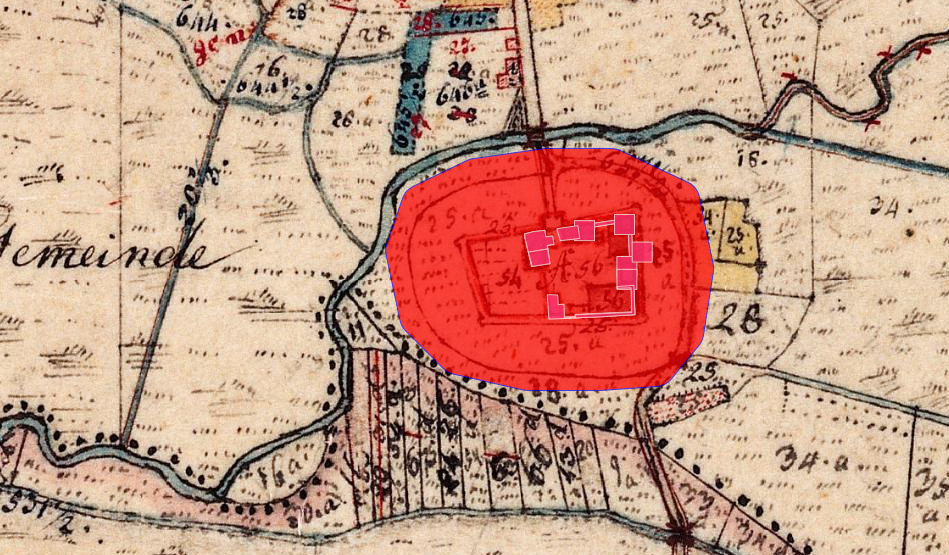
Lageplan von Burg Nassenfels auf dem Urkataster von Bayern

Die rechteckige Gesamtanlage liegt am Südrand des Marktes und südlich der Schutter. Der ehemalige breite Wassergraben ist überwiegend zugeschüttet oder verlandet. Die mittelalterliche Ringmauer wurde im 19. Jahrhundert im Westteil niedergelegt und durch Wirtschaftsbauten ersetzt. An den anderen Seiten ist die Mauer noch bis zu fünf Meter hoch, dort ist auch ein schmaler Zwinger vorgelagert. Die originalen Wehrgänge sind nirgends mehr vorhanden, der Palas und das Pfleghaus wurden am Anfang des 19. Jahrhunderts abgebrochen. Vom Kastnerhaus sind nach dem Brand von 1932 nur noch die Umfassungsmauern vorhanden. Die übrige Innenbebauung stammt meist aus dem 19. Jahrhundert.
Trotz der Abrisse und Verluste gilt die frühere Wasserburg noch als eine der bedeutendsten und eindrucksvollsten Burganlagen Bayerns. Neben den teilweise erhaltenen Ringmauern haben noch drei Mauertürme und der hohe Bergfried überdauert. Die vier Türme sind von steilen Satteldächern abgeschlossen. Die Giebelaufmauerungen bestehen aus Backsteinen, am Bergfried und am Ostturm sind Treppengiebel ausgebildet.
Der ungewöhnlich hohe Bergfried wurde über einem älteren Turm errichtet, dessen Untergeschosse im Mauerwerk erhalten sind. Der Inventarband deutet diesen Turm als älteren Bergfried. Das Erdgeschoss dieses älteren Baues war als Kapellenraum mit Chorbogen ausgebildet und ehemals mit einem – größtenteils ausgeschlagenen – Kreuzgewölbe überdeckt. Im Süden durchbricht ein Zugang das Mauerwerk. An den Chorbogen dürfte ursprünglich ein kleines Langhaus angebaut gewesen sein. Offensichtlich wurde eine kleine romanische Chorturmkirche um 1300 als massiver Bergfried ausgebaut. Später errichtete man als Ersatz eine neue Kapelle, die aber 1808 profaniert und anschließend abgebrochen wurde. Der Standort dieser zweiten Burgkapelle ist unklar.
Der Bergfried ist bis zum Dachfirst etwa 37 Meter hoch. Der rundbogige Hocheingang liegt im Osten des zweiten Geschosses. Dort ist eine Mauervorlage angebaut, die früher einen Gang vom abgegangenen Pfleghaus zum Zugang trug. Der Turm besteht aus regelmäßigen Kalksteinquadern, die übrigen Burgteile sind meist aus unregelmäßigem Bruchsteinmauerwerk hergestellt.
Die große Burganlage wurde bisher burgenkundlich wenig untersucht und erforscht. Bei archäologischen Grabungen im Jahr 1982 innerhalb der Burganlage stieß man auf Funde aus der Zeit vor 70 000 Jahren bis zur Keltenzeit 2000 vor Christus und in der Tiefe von etwa einem Meter auf ein 145 Millionen Jahre altes Korallenriff, dem sogenannten versunkenen Speckberg.

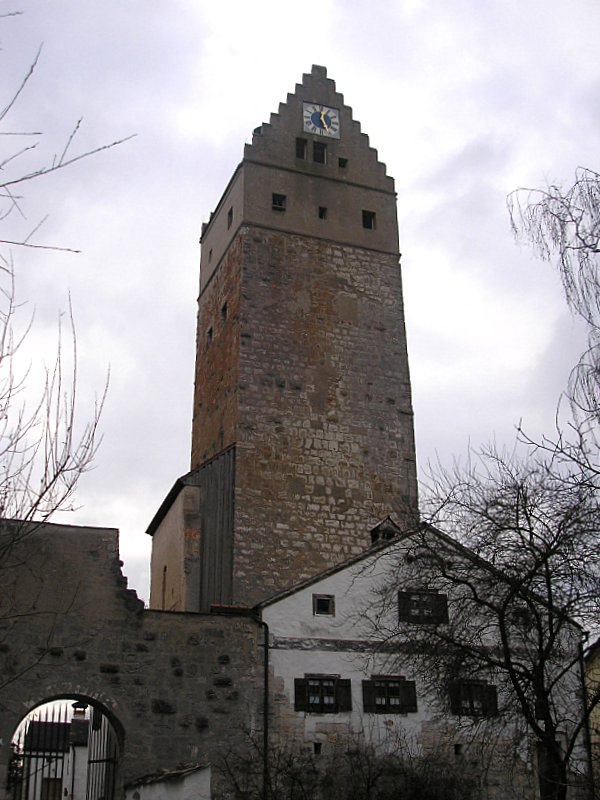
Der Bergfried von Norden
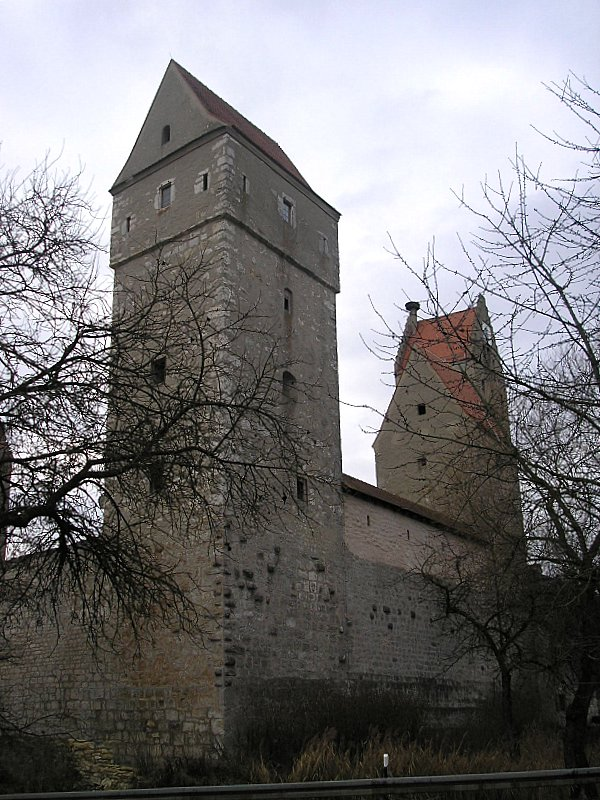
Nordöstlicher Eckturm und Blick zum Tor
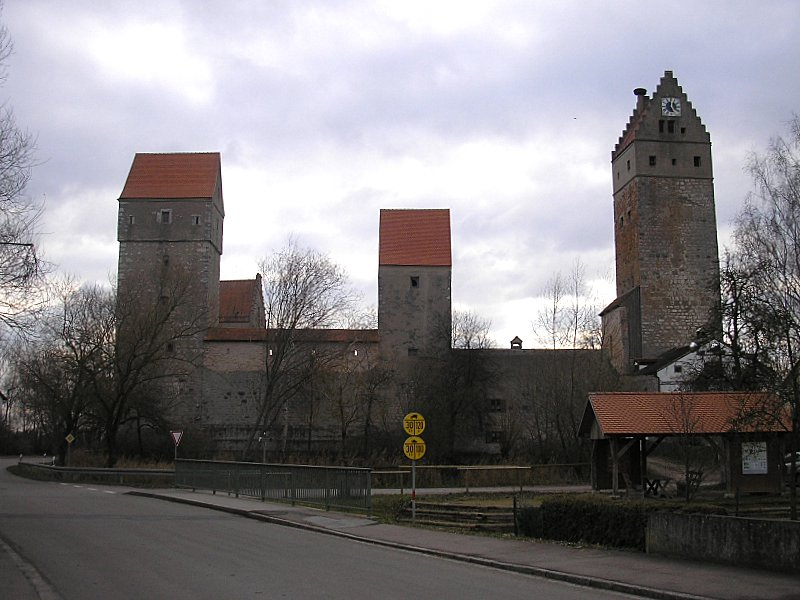
Ansicht vom Ortsrand (Norden)
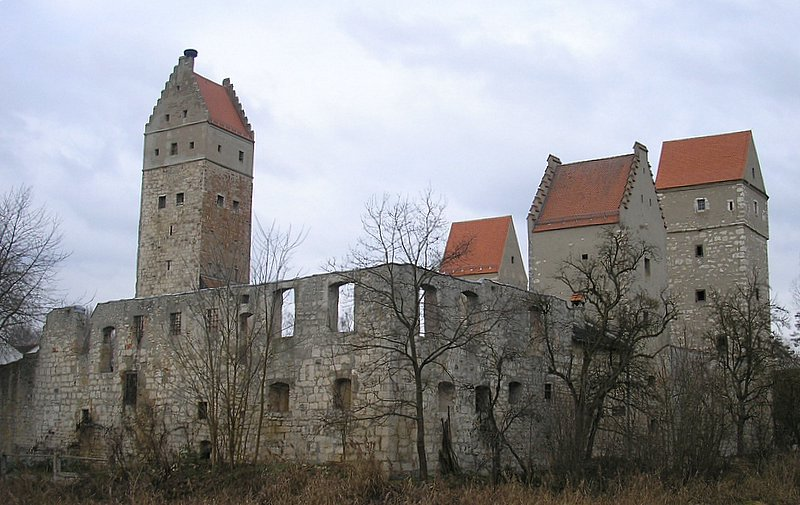
Die ehemalige Wasserburg von Südosten mit der Ruine des „Kastnerhauses“

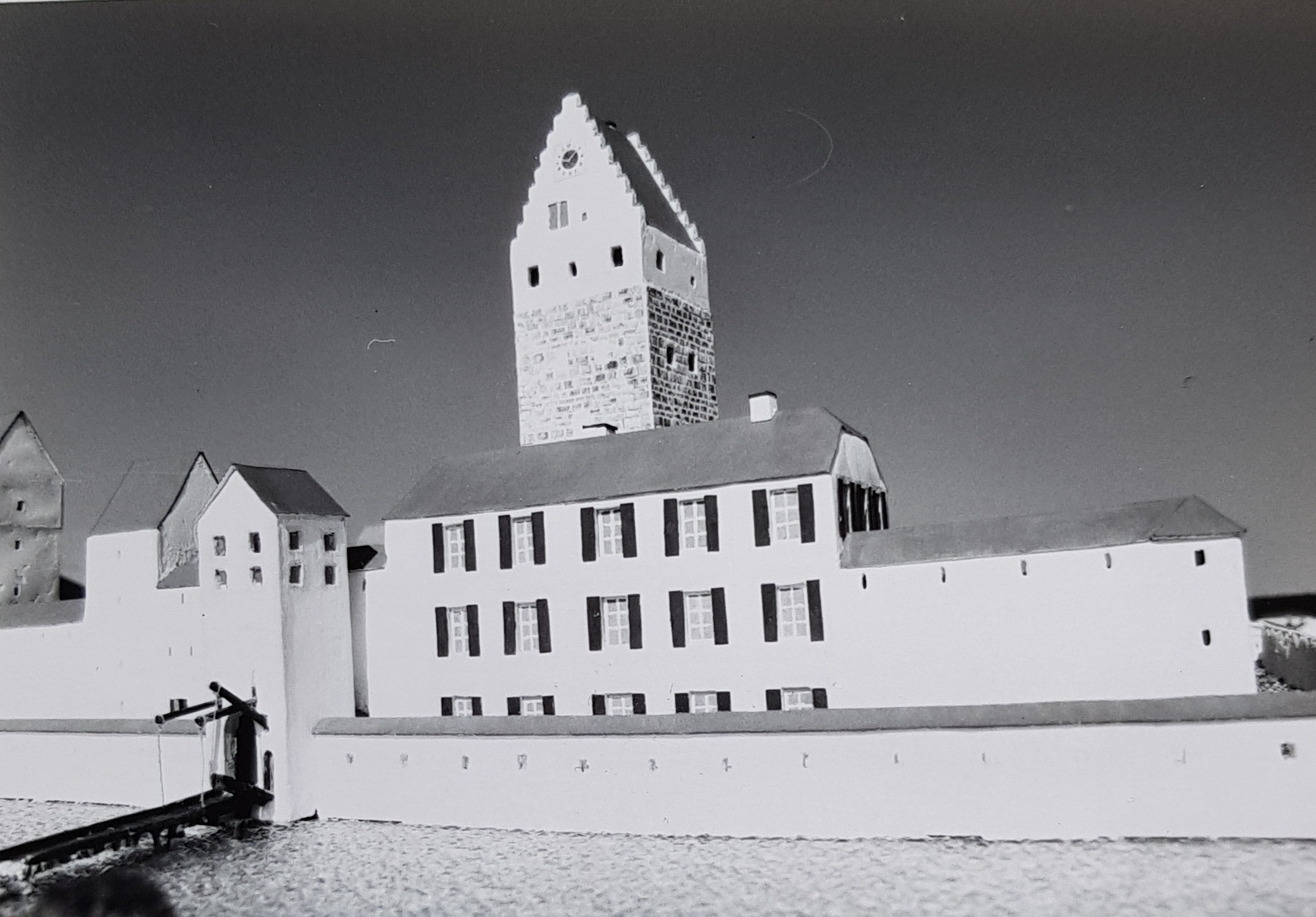
Modell-Rekonstruktion: Blick von Nord-Westen - Palas wie im Deckengemälde der Kirche dargestellt
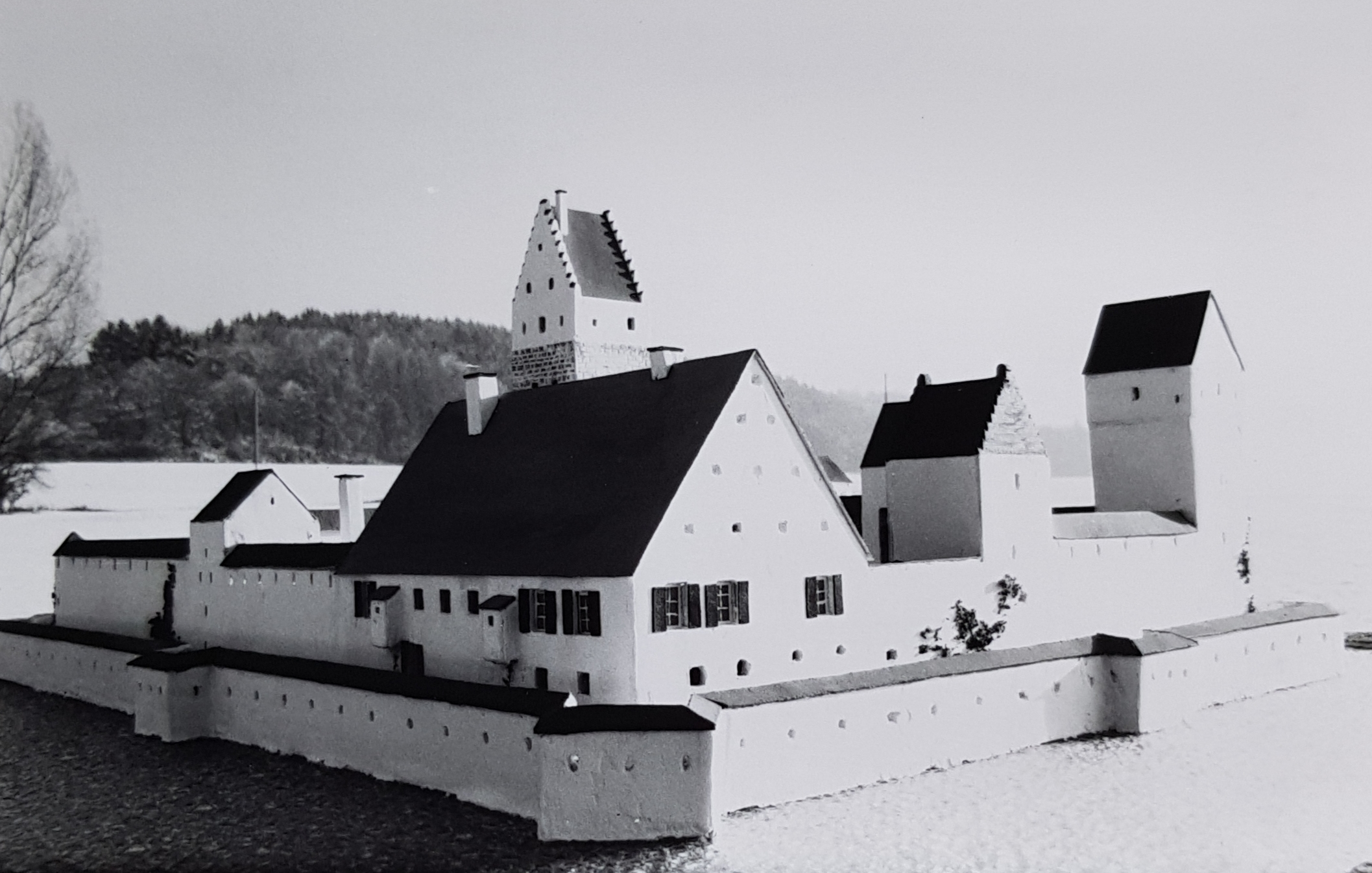
Modell-Rekonstruktion: Blick von Süd-Osten mit Kastnerhaus
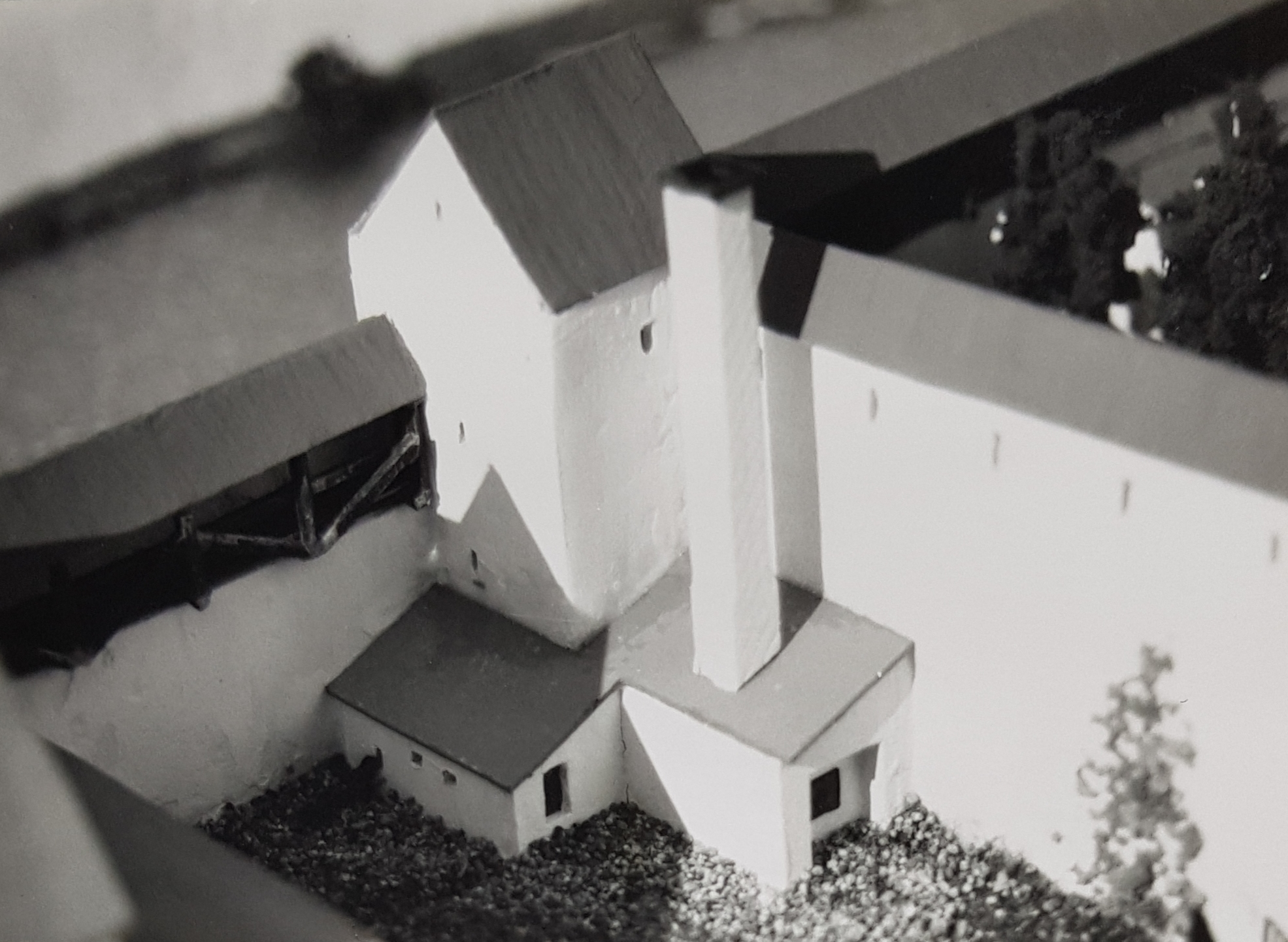
Modell-Rekonstruktion: Backofenhaus in der Vorburg
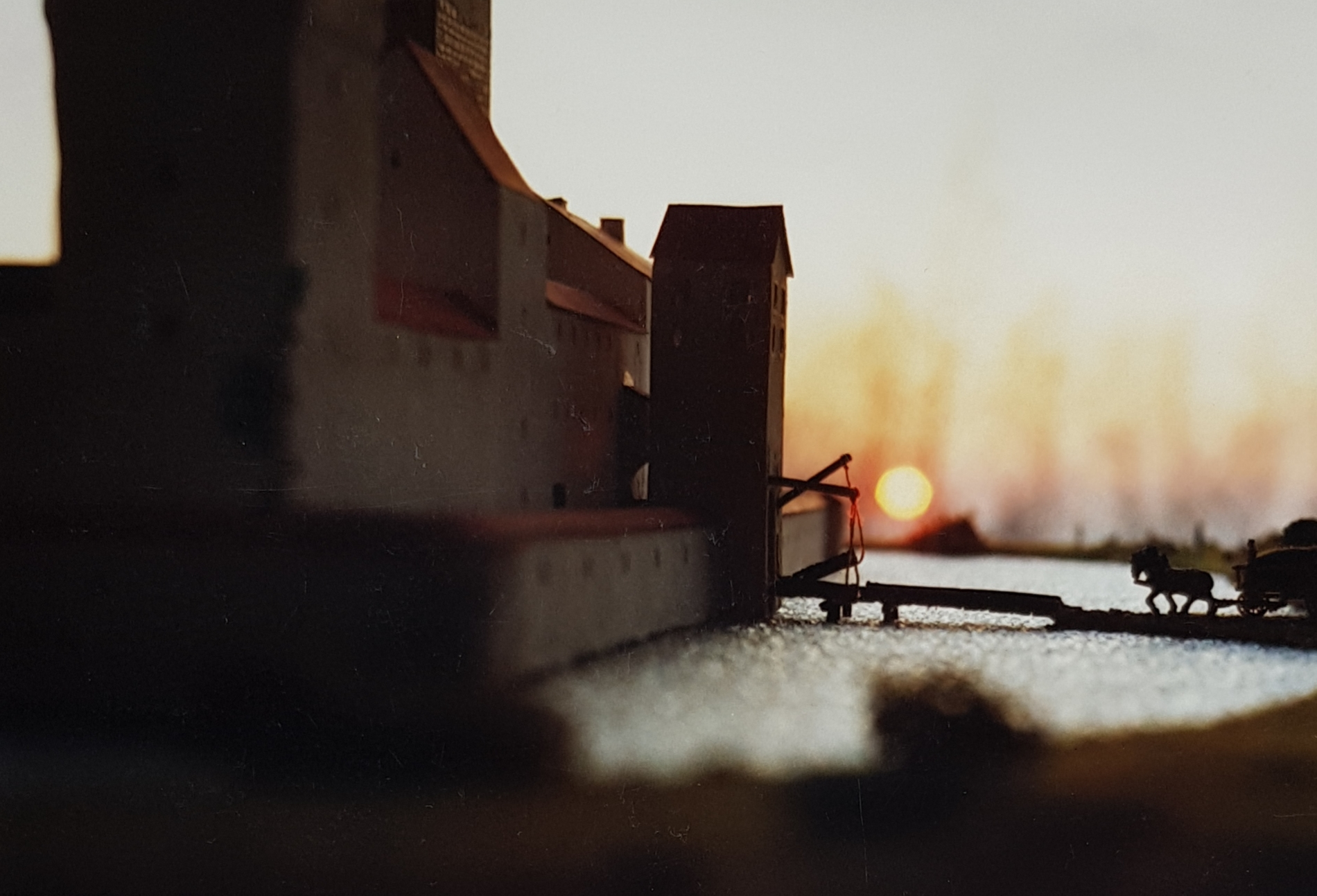
Modell-Rekonstruktion: Zugbrücke